# Велени
Веле́ни — деревня в Стругокрасненском районе Псковской области России. Входит в состав сельского поселения Новосельской волости .

## История
Деревня входила до апреля 2015 года в «Хрединская волость». Законом Псковской области от 30 марта 2015 года деревня передана в состав Новосельской волости из упразднённой Хрединской волости.

## Расположение
- Деревня расположена в северо-восточной части области, в 79 км к северо-востоку от города Псков,

- Удалённость от административного центра района и ближайшей железнодорожной станции — посёлка городского типа Струги Красные составляет 19 км.

- В 7 км к юго-востоку — деревня Хредино.

## Население
Численность населения деревни составляет на 2000 год — 55 жителей, на 2010 год — 41 житель.
| 2001 | 2002 | 2010 | 2011 |
| ---- | ---- | ---- | ---- |
| 55   | ↗60  | ↘48  | ↘41  |

## Транспорт
Деревня стоит вблизи автодороги Лудони — Павы — Боровичи Р63 и связана регулярным автобусным сообщением с районным центром — посёлком городского типа Струги Красные, а также городами Санкт-Петербург, Псков, Порхов, Великие Луки.